# Volta a Castela e Leão de 2010
A XXV Volta a Castela e Leão  foi a 25.ª edição de esta carreira ciclista que decorre por Castela e Leão. Disputou-se entre a 14 e a 18 de abril, sobre um total de 713,1 km, repartidos em cinco etapas, uma delas contrarrelógio individual, e outra com final em alto; com início em Belorado e, devido ao Ano Jacobeu, final em Santiago de Compostela decorrendo a última etapa integralmente por Galiza.
A prova pertenceu ao UCI Europe Tour de 2009-2010, dentro da categoria 2.1.
Tomaram parte na carreira 14 equipas. As 3 equipas espanholas de categoria UCI ProTeam (Caisse d'Epargne, Euskaltel-Euskadi e Footon-Servetto); os 2 de categoria Profissional Continental (Andaluzia-Cajasur e Xacobeo Galicia); e os 3 de categoria Continental (Burgos 2016-Castilla e León, Orbea e Caja Rural). Quanto a representação estrangeira, estiveram 8 equipas: os UCI ProTeam do Astana, Rabobank e Team RadioShack; o Profissional Continental suíço da Cervélo Test Team; e as equipas Continentais portugueses do Barbot-Siper e LA-Rota dos Móveis. Formando assim um pelotão de 112 ciclistas, com 8 corredores a cada equipa, dos que acabaram 104.
O ganhador final foi Alberto Contador (quem ademais fez-se com a etapa contrarrelógio, as classificações da combinada e espanhóis) ao superar a Igor Antón (vencedor da etapa rainha) em dita última etapa contrarrelógio. Completou o pódio Ezequiel Mosquera.
Nas outras classificações secundárias impuseram-se Iban Mayoz (montanha), Theo Bos (regularidade, ao ganhar duas etapas), RadioShack (equipas) e Diego Gallego (castelanoleonenses).

## Etapas
| Etapa | Data        | Percurso                             | km         | Ganhador         | Líder            |
| ----- | ----------- | ------------------------------------ | ---------- | ---------------- | ---------------- |
| 1.ª   | 14 de abril | Belorado-Burgos                      | 157,7      | Theo Bos         | Theo Bos         |
| 2.ª   | 15 de abril | Burgos-Carrión de los Condes         | 209,9      | Theo Bos         | Theo Bos         |
| 3.ª   | 16 de abril | León-Ponferrada-Alto de El Morredero | 158,8      | Igor Antón       | Igor Antón       |
| 4.ª   | 17 de abril | Ponferrada-Ponferrada                | 15,1 (CRI) | Alberto Contador | Alberto Contador |
| 5.ª   | 18 de abril | Samos-Santiago de Compostela         | 171,1      | Sérgio Ribeiro   | Alberto Contador |

## Classificações finais

### Classificação geral
| Posição | Ciclista            | Equipa            | Tempo       |
| ------- | ------------------- | ----------------- | ----------- |
|         | Alberto Contador    | Astana            | 16h 56' 01" |
| 2       | Igor Antón          | Euskaltel-Euskadi | + 41"       |
| 3       | Ezequiel Mosquera   | Xacobeo Galicia   | + 1' 20"    |
| 4       | Janez Brajkovič     | RadioShack        | + 1' 30"    |
| 5       | David Bernabéu      | Barbot-Siper      | + 2' 30"    |
| 6       | Javier Moreno Bazán | Andaluzia-CajaSur | + 2' 51"    |
| 7       | Tiago Machado       | RadioShack        | m.t.        |
| 8       | Stefan Denifl       | Cervélo           | + 2' 58"    |
| 9       | Denís Menshov       | Rabobank          | + 3' 06"    |
| 10      | José Luis Rubiera   | RadioShack        | + 3' 17"    |

### Outras classificações
- Classificação da montanha:  Iban Mayoz (Footon-Servetto)
- Classificação da regularidade:  Theo Bos (Rabobank)
- Classificação da combinada:  Alberto Contador (Astana)
- Classificação por equipas:  RadioShack
- Classificação de espanhóis: Alberto Contador
- Classificação de castellanoleonenses: Diego Gallego